# Régiments de cavalerie français d'Ancien Régime (I)
Cet article présente la liste des régiments de cavalerie français d'Ancien Régime, commençant par la lettre I.

## Régiment d'Icoraille dragons
- Régiment d'Icoraille dragons réformé le 10 décembre 1698[1]

## Régiment d'Ille cavalerie
- Régiment d'Ille cavalerie également appelé régiment d'Ardenne cavalerie

Ce régiment catalan est levé, le 6 janvier 1647, par Joseph d'Ardenne d'Aragon, comte d'Ille dans le cadre de la guerre des faucheurs. Il prend le nom de régiment de Lançon cavalerie après son achat par Jacques de Pouilly de Lançon le 10 décembre 1673.

## Régiment d'Imécourt cavalerie
- Régiment d'Imécourt cavalerie réformé le 10 décembre 1698[1]